# Oie de Franconie
L'oie de Franconie (en allemand : Fränkische Landgans), ou oie fermière franconienne, est une race d'oie domestique de taille moyenne originaire de Franconie dans le Sud de l'Allemagne.

## Histoire
L'oie de Franconie est élevée depuis des siècles dans les fermes de Franconie des bords du Main ou de la Saale pour être consommée à la Saint-Martin et à la Noël, mais ce n'est qu'en 2004 que la race est reconnue. Un cercle d'éleveurs s'est formé en 2012 pour sa conservation.

## Description
L'oie de Franconie se distingue par la qualité de sa viande et son duvet abondant. C'est une oie frugale qui si elle dispose d'un pâturage suffisant n'a besoin que de peu de nourriture supplémentaire. C'est aussi une très bonne oie de garde. Cette race peut voler à peu de hauteur et elle peut donc survoler une clôture. Comme c'est une race plus précoce que les autres, elle se reproduit rapidement. La femelle pond deux ou trois fois dans l'année (avec à chaque ponte entre dix et quinze œufs) ; c'est une bonne couveuse.
L'oie fermière franconienne pèse entre 5 et 7 kg (5-6 kg pour les jars et 4-5 kg pour les oies). Son baguage est de 22 mm.
Seule la couleur bleue est reconnue par le Bund Deutscher Rassegeflügelzüchter (Fédération allemande des éleveurs de volaille de race). Il existe aussi trois autres variétés de plumage : gris, pie ou blanc sale.